# 스태튼아일랜드 박물관

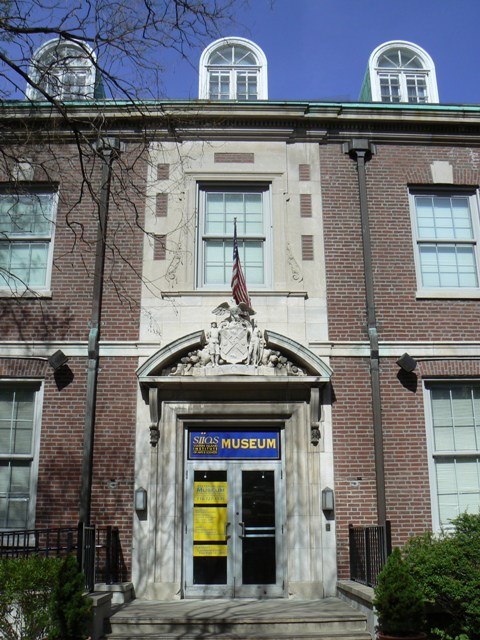
스태튼아일랜드 박물관

스태튼아일랜드 박물관(Staten Island Museum)은 뉴욕 스태튼아일랜드에 위치한 박물관이다. 1881년 스태튼아일랜드 자연과학협회라는 이름으로 개관하였으며, 회화 작품, 공예품, 사진, 도서 등 다양한 소장품들이 전시되어 있다.
이 박물관의 임무는 자연과학, 미술, 지역 역사 분야의 중요한 물건과 테마를 문서화, 연구, 보존, 수집, 해석, 전시하는 것이다.

## 참조
1. ↑  Mission of the Museum: http://www.statenislandmuseum.org/articles/id-79-cPath-49/Mission+&+History.html 보관됨 2016-03-03 - 웨이백 머신